# Eureka Seven AO
Eureka Seven AO (エウレカセブンAO) là bộ anime với chủ đề mecha do hãng Bones thực hiện và phát sóng tại Nhật Bản từ ngày 13 tháng 4 đến ngày 20 tháng 11 năm 2012. Bộ phim là phần nối tiếp của bộ anime Kōkyōshihen Eureka Seven với cốt truyện xoay quanh Fukai Ao con trai của hai nhân vật chính ở phần trước.
Ao đang sống một cuộc sống bình thường tại Okinawa sau khi mẹ của cậu là Eureka biến mất một cách bí ẩn, một ngày nọ nơi cậu sống bị một Scub Coral tấn công và Ao bị cuốn vào cuộc chiến này khi một người máy khổng lồ có tên Nirvash xuất hiện. Khi Ao biết Nirvash là người máy này vốn là của mẹ mình nên cậu đã quyết định lên đường đi tìm tung tích của cô và thân phận thật của mình cũng như cùng Nirvash chiến đấu chống lại Scub Coral.
Trước khi bộ anime được phát sóng thì ba loạt manga do các tác giả khác nhau thực hiện đã được phát hành trước để giới thiệu cho bộ anime. Cũng như một phần của "Dự án Eureka" các chuyển thể trò chơi điện tử của bộ anime cũng đã được thực hiện.

## Tổng quan

### Nhân vật

#### Chính
Fukai Ao (フカイ・アオ)
Lồng tiếng bởi: Honjō Yūtarō
Arata Naru (アラタ・ナル)
Lồng tiếng bởi: Miyamoto Kanako

#### Génération Bleu

##### Team Pied Piper
Ivica Tanović (イビチャ・タノヴィッチ)
Lồng tiếng bởi: Gotō Tetsuo
Rebecka Hallström (レベッカ・ハルストレム)
Lồng tiếng bởi: Nakamura Chie
Fleur Blanc (フレア・ブラン)
Lồng tiếng bởi: Ōhashi Ayaka
Elena Peoples (エレナ・ピープルズ)
Lồng tiếng bởi: Omigawa Chiaki

##### Team Goldilocks
Bruno Hans (ブルーノ・ハンス)
Lồng tiếng bởi: Shimaka Yū
Maeve McCaffrey (メイヴ・マキャフリイ)
Lồng tiếng bởi: Tōyama Nao
Maggie Kwan (マギー・クァン)
Lồng tiếng bởi: Fujimura Ayumi
Chloe McCaffrey (クロエ・マキャフリイ)
Lồng tiếng bởi: Matsūra Ayu

##### Team Harlequin
Hannah Bester (ハンナ・ベスター)
Lồng tiếng bởi: Katō Yūko
Liu Ing (リュウ・イン)
Lồng tiếng bởi: Haruna Fūka
Lerato Food (レラト・フッド)
Lồng tiếng bởi: Mizusawa Fumie
Rajkumar Nair (ラジクマール・ナーイル)
Lồng tiếng bởi: Hatakeyama Kōsuke

#### Quản lý Génération Bleu
Christophe Blanc (クリストフ・ブラン)
Lồng tiếng bởi: Naya Rokurō
Stanley Fry (スタンリー・フライ)
Lồng tiếng bởi: Mikami Yoshinobu
Alexander Boyle (アレクサンダー・ボイル)
Lồng tiếng bởi: Nojima Akio
Georg (ゲオルグ)
Lồng tiếng bởi: Kiuchi Hidenobu
Miller (ミラー)
Lồng tiếng bởi: Omigawa Chiaki

#### Hakobiya
Gazelle (ガゼル)
Lồng tiếng bởi: Kirimoto Takuya
Pippo (ピッポ)
Lồng tiếng bởi: Sakai Keikō
Han Juno (ハン・ジュノ)
Lồng tiếng bởi: Fujita Yoshinori

#### Người trên đảo Iwato Jima
Fukai Toshio (フカイ・トシオ)
Lồng tiếng bởi: Hori Katsunosuke
Kaneshiro Kazuyuki (カネシロ・カズユキ)
Lồng tiếng bởi: Kusumi Naomi
Niigaki Teruhiko (ニイガキ・テルヒコ)
Lồng tiếng bởi: Komura Tetsuo
Arata Mitsuo (アラタ・ミツオ)
Lồng tiếng bởi: Kimura Masafumi
Arata Miyu (アラタ・ミユ)
Lồng tiếng bởi: Tōyama Nao
Obaa (お婆)
Lồng tiếng bởi: Mayama Ako
Masumi (青年, マスミ)
Lồng tiếng bởi: Mochizuki Kenichi

#### Chính phủ Nhật
Nakamura (ナカムラ)
Lồng tiếng bởi: Tōchika Kōichi
Endō (エンドウ)
Lồng tiếng bởi: Sasaki Satoshi
Yamaoka (ヤマオカ)
Lồng tiếng bởi: Yasumura Makoto
Soga (ソガ)
Lồng tiếng bởi: Miyauchi Atsushi

#### Đến từ Hoa Kỳ
Barry Bennington (バリー・ベニントン)
Lồng tiếng bởi: Sakurai Takahiro
Nick Tanaka (ニキ・タナカ)
Lồng tiếng bởi: Himuka Tomekichi

#### Gia đình của Ao
Eureka (エウレカ)
Lồng tiếng bởi: Nazuka Kaori
Renton Thurston (レントン・サーストン)
Lồng tiếng bởi: Fujiwara Keiji

#### Khác
Noah (ノア)
Lồng tiếng bởi: Tōyama Nao
Truth (トゥルース)
Lồng tiếng bởi: Inoue Kazuhiko (hình dáng chủ yếu trong anime), Sakaguchi Daisuke (Salesman), Kuroda Takaya (Guerilla gunsō), Tokura Yūki (Shōnen-hei), Ōhara Sayaka (Bijin), Kataoka Azusa (Bijin)
J. Johansson (J・ヨハンソン)
Sophia C. Friday (フライデー)
Lồng tiếng bởi: Satō Rina

## Truyền thông

### Manga
Tước khi bộ anime được phát sóng Yūichi Katō đã thực hiện phiên bản manga dựa theo cốt truyện mà Bones cung cấp để giới thiệu sự xuất hiện của bộ anime. Loạt manga đã đăng trên tạp chí dành cho shōnen là Shōnen Ace của Kadokawa Shoten từ ngày 26 tháng 1 năm 2012 đến ngày 26 tháng 9 năm 2013. Các chương sau đó đã được tập hợp lại và phát hành thành 5 tankōbon.
Loạt manga ngoại truyện có tựa Eureka Seven AO ~Save a Prayer~ (エウレカセブンAO ~Save A Prayer~) do Fudou Ran thực hiện bắt đầu được đăng trên tạp chí Newtype A cũng của Kadokawa Shoten từ ngày 10 tháng 4 năm 2012. Cốt truyện chủ yếu xoay quanh nhân vật Yuna Maltan.
Một loạt manga ngoại truyện khác theo phong cách 4 hình có tên Eureka Seven nAnO do Katsuwo thực hiện đã đăng trên tạp chí 4-koma Nano A của Kadokawa Shoten từ ngày 09 tháng 7 năm 2012 đến ngày 09 tháng 1 năm 2013. Các chương sau đó đã được tập hợp lại và phát hành thành 1 tankōbon.

### Anime
Bô anime do hãng Bones thực hiện với sự đạo diễn của Kyoda Tomoki người đã thực hiện phần trước cũng như một số nhà thiết kế, giám đốc nghệ thuật, nhà phối màu sắc, đạo diễn hiệu ứng hình ảnh và đạo diễn hình ảnh. Bộ anime đã phát sóng tại Nhật Bản từ ngày 13 tháng 4 đến ngày 20 tháng 11 năm 2012 trên các kênh MBS, TBS, CBC và BS-TBS. Kênh truyền hình vệ tinh Animax đã phát sóng bộ anime trên mạng lưới Animax Asia của mình tại ở khu vực Đông Nam Á và Nam Á. FUNimation Entertainment đã đăng ký bản quyền phiên bản tiếng Anh của bộ anime để tiến hành phân phối tại thị trường Bắc Mỹ còn Madman Screening Room đăng ký tại úc và New Zealand.
Một tập OVA có tựa Jungfrau no Hanabana-tachi (ユングフラウの花々たち) cũng đã được thực hiện khi phiên bản BD/DVD của bộ anime được phát hành. Tập này được đính kèm với phiên bản bộ hộp gọi là Hybrid Disc chứa các phiên bản BD cùng chuyển thể trò chơi điện tử cho hệ PlayStation 3 của bộ anime phát hành vào ngày 20 tháng 9 năm 2012.

### Trò chơi điện tử
Trò chơi điện tử có tên Eureka Seven AO Attack the Legend (エウレカセブンAO ATTACK THE LEGEND) thuộc thể loại hành động bắn súng cho hệ PlayStation 3 do hãng NBGI một nhánh của Bandai thực hiện đã phát hành vào ngày 20 tháng 9 năm 2012.
Trò chơi điện tử trực tuyến có tên Eureka Seven World Brave (エウレカセブン ワールドブレイブ) đã được GREE phát triển và chính thức đi vào hoạt động vào tháng 10 năm 2012 dưới dạng tham gia miễn phí.

### Âm nhạc
Bộ anime có 4 bài hát chủ đề, hai mở đầu và hai kết thúc. Bài hát mở đầu thứ nhất có tên Escape do Hemenway trình bày dùng từ tập 1 đến 13, đĩa đơn chứa bài hát đã phát hành vào ngày 23 tháng 5 năm 2012. Bài hát mở đầu thứ hai có tên Bravblue do FLOW trình bày dùng từ tập 14, bài hát được thực hiện dựa trên bài Days của Kōkyōshihen Eureka Seven, đĩa đơn chứa bài hát đã phát hành vào ngày 05 tháng 9 năm 2012 với hai phiên bản giới hạn và bình thường, có hai phiên bản giới hạn một đính kèm đĩa chứa đoạn phim trình bày nhạc phẩm còn một thì không nhưng đều chứa bản nhạc mà bản thường không có. Bài hát kết thúc thứ nhất có tựa Stand by me do Stereopony trình bày, đĩa đơn chứa bài hát phát hành vào ngày 30 tháng 5 năm 2012, với hai phiên bản giới hạn và bình thường, có hai phiên bản giới hạn một chứa nhiều bài hát hơn và một đính kèm đĩa chứa đoạn phim trình bày nhạc phẩm. Bài hát kết thúc thứ hai có tên Iolite do Joy trình bày, đĩa đơn chứa bài hát phát hành vào ngày 05 tháng 9 năm 2012 với hai phiên bản giới hạn và bình thường, phiên bản giới hạn có đĩa đính kèm chứa đoạn phim trình bày nhạc phẩm. Các đĩa đơn đều có hai phiên bản giới hạn và bình thường, phiên bản giới hạn có đính kèm một DVD chứa đoạn phim trình bày nhạc phẩm. Hai album chứa các bản nhạc dùng trong bộ anime đã phát hành vào ngày 27 tháng 6 và 28 tháng 11 năm 2012. Một đĩa đơn chứa bài hát phụ của bộ anime đã phát hành vào ngày 28 tháng 11 năm 2012 với hai phiên bản giới hạn và bình thường, phiên bản bình thường chỉ có 3 bài nhưng phiên bản giới hạn giống như một album chứa 3 bài cùng các bản biến tấu của chúng.
| Escape           | Escape                                   | Escape     |
| STT              | Nhan đề                                  | Thời lượng |
| ---------------- | ---------------------------------------- | ---------- |
| 1.               | "Escape"                                 | 3:34       |
| 2.               | "Shifting"                               | 4:35       |
| 3.               | "Koko ni Inai Kimi e (ここにいない君へ)" | 4:58       |
| 4.               | "Escape （Lightning Guitar Ver.）"       | 3:36       |
| Tổng thời lượng: | Tổng thời lượng:                         | 16:43      |

| stand by me      | stand by me                                 | stand by me |
| STT              | Nhan đề                                     | Thời lượng  |
| ---------------- | ------------------------------------------- | ----------- |
| 1.               | "stand by me"                               | 4:23        |
| 2.               | "Ookami (狼)"                               | 3:51        |
| 3.               | "stand by me -Instrumental-"                | 4:22        |
| 4.               | "Ookami -Instrumental- (狼 -Instrumental-)" | 3:52        |
| Tổng thời lượng: | Tổng thời lượng:                            | 16:29       |

| stand by me      | stand by me                                           | stand by me |
| STT              | Nhan đề                                               | Thời lượng  |
| ---------------- | ----------------------------------------------------- | ----------- |
| 1.               | "stand by me"                                         | 4:23        |
| 2.               | "Ookami (狼)"                                         | 3:51        |
| 3.               | "stand by me -Instrumental-"                          | 4:22        |
| 4.               | "Ookami -Instrumental- (狼 -Instrumental-)"           | 3:51        |
| 5.               | "stand by me -Anime Ver.- (stand by me -アニメVer.-)" | 1:31        |
| Tổng thời lượng: | Tổng thời lượng:                                      | 17:58       |

| EUREKA SEVEN AO ORIGINAL SOUNDTRACK 1 | EUREKA SEVEN AO ORIGINAL SOUNDTRACK 1                                                       | EUREKA SEVEN AO ORIGINAL SOUNDTRACK 1 |
| STT                                   | Nhan đề                                                                                     | Thời lượng                            |
| ------------------------------------- | ------------------------------------------------------------------------------------------- | ------------------------------------- |
| 1.                                    | "Astral Ocean <AO> (Astral Ocean <アオ>)"                                                   | 1:41                                  |
| 2.                                    | "IFO-RA272 "Nirvash" spec-M1 <Nirvash1> (IFO-RA272 "Nirvash" spec-M1 <ニルヴァーシュ1>)"    | 1:52                                  |
| 3.                                    | "Team Pied Piper <Team Pied Piper1> (Team Pied Piper <チーム・パイドパイパー1>)"            | 1:41                                  |
| 4.                                    | "Welcome Home <EUREKA> (Welcome Home <エウレカ>)"                                           | 1:34                                  |
| 5.                                    | "IFO-RA272 "Nirvash" spec-M2 <Nirvash2> (IFO-RA272 "Nirvash" spec-M2 <ニルヴァーシュ2>)"    | 1:47                                  |
| 6.                                    | "Girls Be Ambitious <Shounen Shoujo> (Girls Be Ambitious <少年少女>)"                       | 1:41                                  |
| 7.                                    | "IFO-RA164 "Alleluia" <Alleluia> (IFO-RA164 "Alleluia" <アレルヤ>)"                         | 1:43                                  |
| 8.                                    | "Noah Noah <Noah> (Noah Noah <ノア>)"                                                       | 1:00                                  |
| 9.                                    | "Got Butterflies <Dokkidoki> (Got Butterflies <ドッキドキ>)"                                | 1:28                                  |
| 10.                                   | "In Faith <Kyoushinsha no Theme> (In Faith <狂信者のテーマ>)"                               | 1:24                                  |
| 11.                                   | "Shimatonchu <Iwatojima> (Shimatonchu <磐戸島>)"                                            | 1:39                                  |
| 12.                                   | "Behind The Mask <Gisuru mono> (Behind The Mask <技する者>)"                                | 1:38                                  |
| 13.                                   | "Pied Piper Pipes <Team Pied Piper2> (Pied Piper Pipes <チーム・パイドパイパー2>)"          | 1:35                                  |
| 14.                                   | "IFO-RA301 "Kyrie" <Kyrie> (IFO-RA301 "Kyrie" <キリエ>)"                                    | 1:48                                  |
| 15.                                   | "Sparkplug Revolutionary <Kaikakusha> (Sparkplug Revolutionary <改革者>)"                   | 1:34                                  |
| 16.                                   | "Too Young To...? <Wakaize!> (Too Young To...? <若いぜ!>)"                                  | 1:26                                  |
| 17.                                   | "Tinsagu Nu Hana <てぃんさぐぬ花>"                                                          | 1:37                                  |
| 18.                                   | "Asadoya Yunta <安里屋ユンタ>"                                                              | 1:59                                  |
| 19.                                   | "Thatness and Thereness <2-tsu no Sekai> (Thatness and Thereness <2つの世界>)"              | 2:10                                  |
| 20.                                   | "OP Signal "REAL" <Kyuushuu!> (OP Signal "REAL" <急襲!>)"                                   | 1:46                                  |
| 21.                                   | "OP Signal "ALERT" <Kesshi no Iwatojima Boueisen> (OP Signal "ALERT" <決死の磐戸島防衛戦>)" | 1:41                                  |
| 22.                                   | "Ulterior Aim <America no Omowaku> (Ulterior Aim <米国の思惑>)"                             | 1:48                                  |
| 23.                                   | "Generation Bleu <ゲネラシオン・ブル>"                                                      | 2:01                                  |
| 24.                                   | "Broken Wing <Ubawareru Jiyuu> (Broken Wing <奪われる自由>)"                                | 1:38                                  |
| 25.                                   | "Slipping Away w/U <Futari no Touhikou> (Slipping Away w/U <2人の逃避行>)"                  | 1:41                                  |
| 26.                                   | "Contortionist <Yuganda Shisou> (Contortionist <歪んだ思想>)"                               | 1:10                                  |
| 27.                                   | "In Flames <Rakutan> (In Flames <落胆>)"                                                    | 1:32                                  |
| 28.                                   | "Shiver <Okan> (Shiver <悪寒>)"                                                             | 1:36                                  |
| 29.                                   | "OP Signal "LIVE" <Live Kan!> (OP Signal "LIVE" <ライヴ感>)"                                | 1:57                                  |
| 30.                                   | "Anma Maman <Haha> (Anma Maman <母>)"                                                       | 1:48                                  |
| Tổng thời lượng:                      | Tổng thời lượng:                                                                            | 49:55                                 |

| BravBlue (ブレイブルー) | BravBlue (ブレイブルー)     | BravBlue (ブレイブルー) |
| STT                     | Nhan đề                     | Thời lượng              |
| ----------------------- | --------------------------- | ----------------------- |
| 1.                      | "Brave Blue (ブレイブルー)" | 4:05                    |
| 2.                      | "Kyuujitsu (休日)"          | 3:08                    |
| 3.                      | "DAYS -AO MIX-"             | 3:43                    |
| Tổng thời lượng:        | Tổng thời lượng:            | 10:56                   |

| BravBlue (ブレイブルー) | BravBlue (ブレイブルー)                                           | BravBlue (ブレイブルー) |
| STT                     | Nhan đề                                                           | Thời lượng              |
| ----------------------- | ----------------------------------------------------------------- | ----------------------- |
| 1.                      | "BravBlue (ブレイブルー)"                                         | 4:05                    |
| 2.                      | "Kyuujitsu (休日)"                                                | 3:08                    |
| 3.                      | "DAYS"                                                            | 4:22                    |
| 4.                      | "Realize"                                                         | 3:33                    |
| 5.                      | "BravBlue -TV OPENING MIX- (ブレイブルー -TV OPENING MIX-)"       | 1:31                    |
| 6.                      | "BravBlue -Instrumental Ver.- (ブレイブルー -Instrumental Ver.-)" | 4:07                    |
| Tổng thời lượng:        | Tổng thời lượng:                                                  | 20:46                   |

| Iolite (アイオライト) | Iolite (アイオライト)                             | Iolite (アイオライト) |
| STT                   | Nhan đề                                           | Thời lượng            |
| --------------------- | ------------------------------------------------- | --------------------- |
| 1.                    | "Iolite (アイオライト)"                           | 4:37                  |
| 2.                    | "malus"                                           | 3:19                  |
| 3.                    | "Iolite -Anime Ver.- (アイオライト -アニメVer.-)" | 1:31                  |
| Tổng thời lượng:      | Tổng thời lượng:                                  | 9:27                  |

| Iolite (アイオライト) | Iolite (アイオライト)   | Iolite (アイオライト) |
| STT                   | Nhan đề                 | Thời lượng            |
| --------------------- | ----------------------- | --------------------- |
| 1.                    | "Iolite (アイオライト)" | 4:37                  |
| 2.                    | "malus"                 | 3:19                  |
| Tổng thời lượng:      | Tổng thời lượng:        | 7:56                  |

| EUREKA SEVEN AO ORIGINAL SOUNDTRACK 2 | EUREKA SEVEN AO ORIGINAL SOUNDTRACK 2                                                            | EUREKA SEVEN AO ORIGINAL SOUNDTRACK 2 |
| STT                                   | Nhan đề                                                                                          | Thời lượng                            |
| ------------------------------------- | ------------------------------------------------------------------------------------------------ | ------------------------------------- |
| 1.                                    | "SECRET I: Emergence <Kourin> (SECRET I: Emergence <降臨>)"                                      | 2:11                                  |
| 2.                                    | "OP Signal: "Ambient""                                                                           | 2:11                                  |
| 3.                                    | "Ulterior Aim: Surface"                                                                          | 1:58                                  |
| 4.                                    | "Ex-Hero <Otona no Shimei> (Ex-Hero <大人の使命>)"                                               | 1:36                                  |
| 5.                                    | "Inside The Bleu <Atarashii Shakai.Atarashii Taiken> (Inside The Bleu <新しい社会、新しい体験>)" | 1:52                                  |
| 6.                                    | "Johansson Book <Himitsu no Shinsou> (Johansson Book <秘密の真相>)"                              | 2:29                                  |
| 7.                                    | "TRITON <Jiko Gisei> (TRITON <自己犠牲>)"                                                        | 2:29                                  |
| 8.                                    | "C.E.O. and The Captain <Otona no Ikikata> (C.E.O. and The Captain <大人の生き方>)"              | 1:29                                  |
| 9.                                    | "The Rising <Truth> (The Rising <トゥルース>)"                                                   | 1:47                                  |
| 10.                                   | "birth of a yunta...... <Naru no Henka> (birth of a yunta...... <ナルの変化>)"                   | 2:25                                  |
| 11.                                   | "Day in the Life <Kakki> (Day in the Life <活気>)"                                               | 1:51                                  |
| 12.                                   | "Sisters of The System <Goldilocks> (Sisters of The System <ゴルディロックス>)"                  | 1:41                                  |
| 13.                                   | "petit feud <Oyako Genka> (petit feud <親子喧嘩>)"                                               | 1:26                                  |
| 14.                                   | "Mirror Mirror (feat. Omigawa Chiaki) (Mirror Mirror (feat.小見川千明))"                         | 2:25                                  |
| 15.                                   | "Static Energy <Quartz> (Static Energy <クオーツ>)"                                              | 1:55                                  |
| 16.                                   | "SECRET II: Expansion <Daiguntai> (SECRET II: Expansion <大軍隊>)"                               | 1:53                                  |
| 17.                                   | "Ulterior Aim: Submerge"                                                                         | 2:16                                  |
| 18.                                   | "Responsibility <Sentaku> (Responsibility <選択>)"                                               | 2:27                                  |
| 19.                                   | "VERSUS SECRET <Hontou no Sugata> (VERSUS SECRET <本当の姿>)"                                    | 1:57                                  |
| 20.                                   | "SCUB CORAL I: Exterior <Tokekomu Karada> (SCUB CORAL I: Exterior <溶け込む身体>)"               | 2:12                                  |
| 21.                                   | "SCUB CORAL II: Interior <Nazo.Nazo.Nazo> (SCUB CORAL II: Interior <謎・謎・謎>)"                | 1:49                                  |
| 22.                                   | "Shiver II"                                                                                      | 2:16                                  |
| 23.                                   | "SECRET III: Exposure <Manabu mono> (SECRET III: Exposure <学ぶもの>)"                           | 2:16                                  |
| 24.                                   | "SECRET IV: Adaptation"                                                                          | 2:41                                  |
| 25.                                   | "visions of a yunta......<Negai> (visions of a yunta...... <願い>)"                              | 1:33                                  |
| 26.                                   | "Psalms of a New Age <ookina Sentaku> (Psalms of a New Age <大きな選択>)"                        | 2:27                                  |
| 27.                                   | "PARADOX"                                                                                        | 2:30                                  |
| 28.                                   | "RE: PARADOX"                                                                                    | 3:01                                  |
| 29.                                   | "The Awakening <Kakusei> (The Awakening <覚醒>)"                                                 | 2:50                                  |
| 30.                                   | "Apocalypse or A New Beginning <Taihou> (Apocalypse or A New Beginning <大砲>)"                  | 3:01                                  |
| 31.                                   | "Parallel Sign (Short Version)"                                                                  | 2:22                                  |
| 32.                                   | "Seven Swell -based on "Niji"- (Short Version)"                                                  | 3:55                                  |
| 33.                                   | "Untitled"                                                                                       | 1:09                                  |
| Tổng thời lượng:                      | Tổng thời lượng:                                                                                 | 01:12:20                              |

| Parallel Sign    | Parallel Sign                      | Parallel Sign |
| STT              | Nhan đề                            | Thời lượng    |
| ---------------- | ---------------------------------- | ------------- |
| 1.               | "Parallel Sign"                    | 4:25          |
| 2.               | "Seven Swell -based on "Niji"-"    | 6:16          |
| 3.               | "Know Your Rights (Short Version)" | 2:10          |
| Tổng thời lượng: | Tổng thời lượng:                   | 12:51         |

| Parallel Sign    | Parallel Sign                                     | Parallel Sign |
| STT              | Nhan đề                                           | Thời lượng    |
| ---------------- | ------------------------------------------------- | ------------- |
| 1.               | "Parallel Sign"                                   | 4:25          |
| 2.               | "Seven Swell -based on "Niji"-"                   | 6:16          |
| 3.               | "Know Your Lights (Short Version)"                | 2:10          |
| 4.               | "Parallel Sign (Instrumental)"                    | 4:25          |
| 5.               | "Seven Swell -based on "Niji"- (Instrumental)"    | 6:16          |
| 6.               | "Know Your Rights (Short Version) (Instrumental)" | 2:11          |
| 7.               | "Parallel Sign (Acapella)"                        | 3:27          |
| 8.               | "Seven Swell -based on "Niji"- (Acapella)"        | 5:16          |
| 9.               | "Know Your Rights (Short Version) (Acapella)"     | 1:17          |
| Tổng thời lượng: | Tổng thời lượng:                                  | 35:43         |